# エリアジャーナル
『エリアジャーナル』は、1990年から1993年までKBS京都テレビで放送されていた報道番組である。
元ラジオ関西アナウンサーで、フリーに転向してからは『2時のワイドショー』（読売テレビ）などに出演していた奥田博之がキャスターを務めた。
| KBS京都テレビ 夜のニュース                                                                    | KBS京都テレビ 夜のニュース           | KBS京都テレビ 夜のニュース                   |
| 前番組                                                                                        | 番組名                               | 次番組                                       |
| --------------------------------------------------------------------------------------------- | ------------------------------------ | -------------------------------------------- |
| タイムリー10 ↓ KBS京都タイムリー10 ↓ ザ・タイムリー ↓ KBS京都タイムリー10 （1980年 - 1990年） | エリアジャーナル （1990年 - 1993年） | スーパータイムリー930 （1993年 - 1994年9月） |

| スタブアイコン | サブスタブ | この項目は、まだ閲覧者の調べものの参照としては役立たない、テレビ番組に関連した書きかけの項目です。この項目を加筆・訂正などしてくださる協力者を求めています（P:テレビ/PJ:放送または配信の番組）。 |